# Arconciel
Arconciel (antiguamente en alemán Ergenzach) es una comuna suiza del cantón de Friburgo, situada en el distrito de Sarine. Limita al noroeste con la comuna de Hauterive, al noreste con Marly, al este con Ependes, al sureste con Senèdes, al sur con Treyvaux, al suroeste con Rossens, y al oeste con Corpataux-Magnedens.